# 瑟梅维尔
瑟梅维尔（法語：Semerville，發音：[səmɛʁvil]）是法国卢瓦-谢尔省布卢瓦区曾经的一个市镇。2016年1月1日，瑟梅维尔与临近的6个市镇合并为新市镇博斯拉罗迈讷，并成为了博斯拉罗迈讷的委派市镇。

## 地理
瑟梅维尔（47°55'57"N, 1°22'46"E）面积9.67 平方千米，位于法国中央-卢瓦尔河谷大区卢瓦-谢尔省，该省份为法国中北部省份，北起厄尔-卢瓦省，东北接卢瓦雷省，东南接谢尔省，南至安德尔省，西南接安德尔-卢瓦尔省，西北接萨尔特省。
与瑟梅维尔接壤的市镇（或旧市镇、城区）包括：欧坦维尔、比纳、拉科隆布、穆瓦西、乌祖埃勒杜瓦延、韦尔德。
瑟梅维尔的时区为UTC+01:00、UTC+02:00（夏令时）。

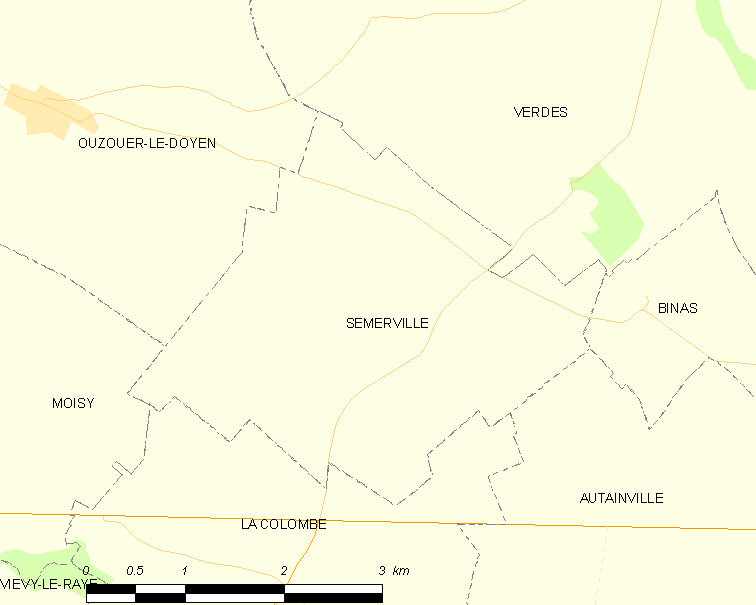
瑟梅维尔的OSM定位图

## 行政
瑟梅维尔的邮政编码为41160，INSEE市镇编码为41244。

## 政治
瑟梅维尔所属的省级选区为拉博斯县。

## 人口

1962-2008年间瑟梅维尔人口变化图示

瑟梅维尔于2018年1月1日时的人口数量为99人。